# Hyperbolos
Hyperbolos (altgriechisch Ὑπέρβολος; † 411 v. Chr.) war ein athenischer Lampenhändler und Politiker des 5. Jahrhunderts v. Chr., der um 422 v. Chr. führender Demagoge werden wollte und dafür vor allem den Spott der Komödie erntete. Um 417 v. Chr. wurde er als letztes Opfer des attischen Scherbengerichts aus Athen verbannt.

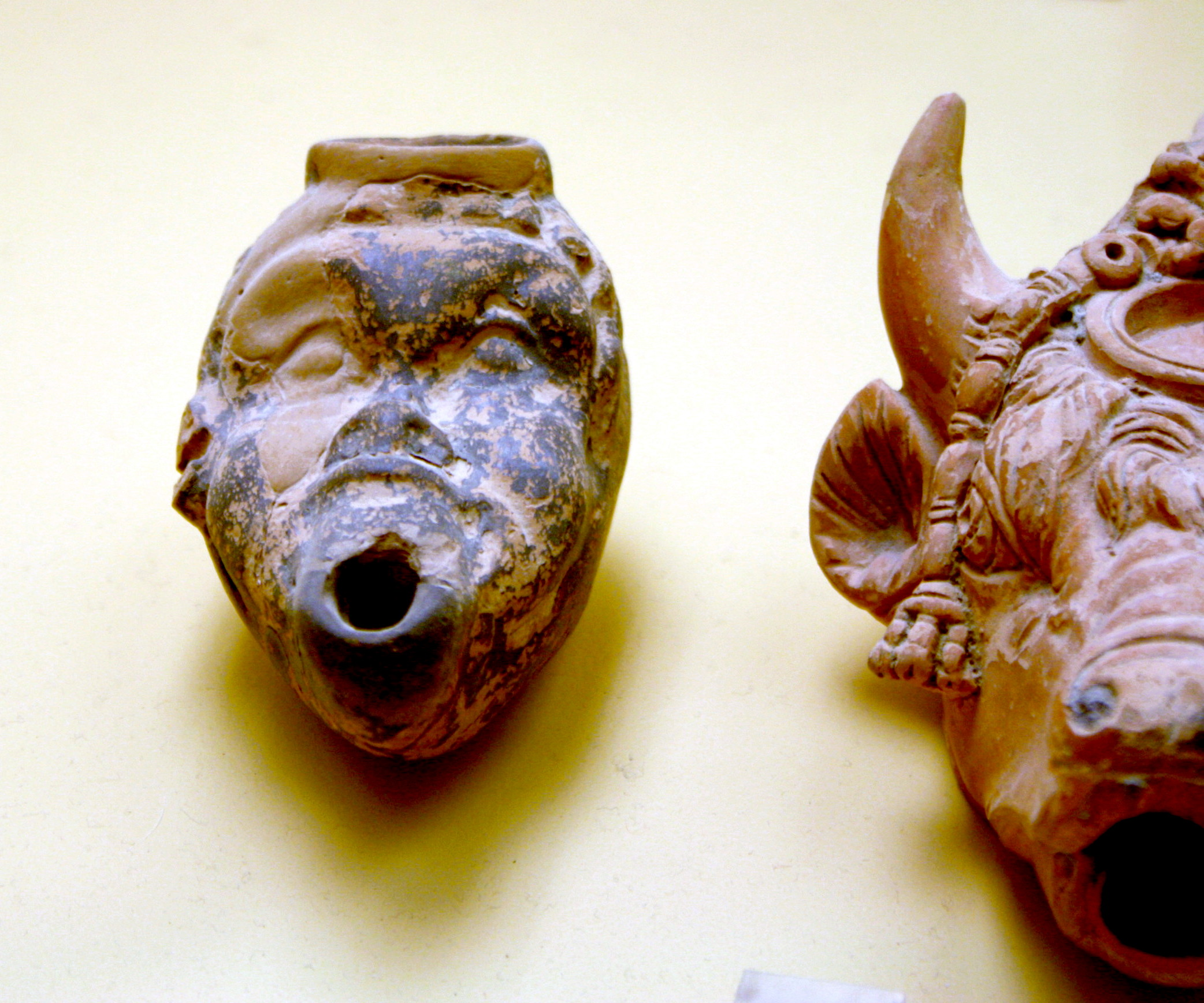
Griechische Öllampen

## Aufstieg
Hyperbolos, Sohn des Antiphanes aus dem Demos Perithoides, hatte als Lampenhersteller oder -vertreiber in Athen ein Vermögen erworben, das er nach Ausbruch des Peloponnesischen Kriegs einsetzte, um eine Karriere als Politiker zu starten. 425/24 v. Chr. war er zunächst Stratege gewesen, ohne sich sonderlich auszuzeichnen. Nach dem Tod des Kleon in der Schlacht von Amphipolis avancierte Hyperbolos 422 v. Chr. zum Führer der radikalen Demokraten, die eine Aussöhnung mit Sparta ablehnten und deshalb 421 v. Chr. gegen den Nikiasfrieden opponierten.
Von Kleon, einem ehemaligen Gerber oder Lederhändler, übernahm Hyperbolos insbesondere den Part als Einpeitscher der unkultivierten Masse in der Volksversammlung. Die Sorgen der Bildungsbürger über diesen Aufstieg kamen daraufhin im politischen Kommentar der attischen Komödie zum Ausdruck, vor allem in den Stücken der Dichter Aristophanes und Eupolis. Als Führer der Kriegspartei wurde Hyperbolos jedoch bald durch den brillanten Alkibiades in den Schatten gestellt. Um 420 v. Chr. war er Ratsherr. Zu diesem Zeitpunkt hatte seine politische Karriere ihren Zenit wohl schon überschritten, da Aristophanes seine Dichterkollegen verhöhnte, weil sie immer noch auf den „ärmlichen Wicht“ einstampften, statt sich lohnendere Opfer für ihren Spott zu suchen.

## Ostrakismos

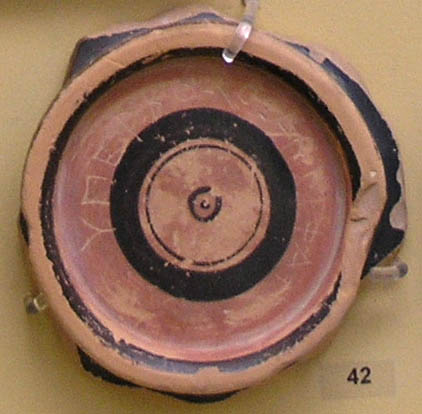
Ostrakismos-Scherbe mit dem Namen des Hyperbolos

Hyperbolos intrigierte indes weiter gegen die führenden Staatsmänner Nikias und Alkibiades. Vermutlich 417 v. Chr. (oder 415 v. Chr.) beantragte er einen Ostrakismos (Scherbengericht), um wenigstens einen seiner beiden Gegner loszuwerden. Die beiden ansonsten verfeindeten Parteiführer schlossen jedoch ein Zweckbündnis und bewirkten durch ihre Absprache, dass die meisten Stimmen auf Hyperbolos entfielen, der damit auf zehn Jahre aus Athen verbannt wurde. Der Komiker Platon widmete dem überraschenden Ausgang einige Zeilen einer Komödie, die von Plutarch überliefert sind:

„Die Strafe, die ihn traf, war wohl zurecht verdient,
doch unangemessen für den elenden Wicht.
Für solche Stricke ward die Scherbe nicht erdacht.“

## Exil und Tod
Der Historiker Thukydides berichtet, dass Hyperbolos nach Samos ins Exil ging, wo er im Jahr 411 v. Chr. von oligarchischen Putschisten ermordet wurde. Thukydides nennt ihn „einen niedrigen Kerl, den das Scherbengericht verbannt hatte nicht aus Angst vor seiner Macht und seinem Ansehen, sondern wegen seiner Schlechtigkeit und als Schande der Stadt“.

## Rezeption
Während seiner kurzen Karriere als Führer in der Volksversammlung enthüllte Hyperbolos offenbar eine überdurchschnittliche Zahl menschlicher Schwächen, die ihn bald zum bevorzugten Ziel der attischen Komödie machten. Besonders hartnäckig zeigte sich Aristophanes, der ihn zwischen 425 und 405 v. Chr. in mindestens sieben Stücken erwähnte. Gewöhnlich wird er dabei als hässlich, ungebildet, verworfen, hinterhältig und gemein dargestellt. In der Komödie Der Frieden heißt es, dass das Volk ihm in seiner Verzweiflung nur deshalb nachlief, weil es von seinen Lampen Erleuchtung erwartete.
Aristophanes stand mit seinem Spott jedoch nicht allein, und in der Komödie Marikas (Μαρικᾶς) seines Konkurrenten Eupolis wird Hyperbolos als „Sklave barbarischer Herkunft karikiert, der seine Bildung in Barbierstuben aufgeschnappt hat“. Der Dramatiker Hermippos dichtete auf Hyperbolos und seine vermutlich trunksüchtige Mutter seine Brodweiber, und der Komiker Platon widmete beiden sogar ein ganzes Stück mit dem Titel Hyperbolos.